# 가미이소역
가미이소역(일본어: 上磯駅, かみいそえき)은 일본 홋카이도 호쿠토시에 있는 도난 이사리비 철도 도난 이사리비 철도선의 철도역이다.

## 역 구조
지상역으로, 역사는 교상화되어 있다. 1면 1선의 단선식 승강장과 1면 2선의 섬식 승강장으로 구성된 2면 3선의 복합식 승강장이 있는 철도역이다. 1번 승강장은 되돌림 열차가 사용하며, 전철화가 되어 있지 않다.
고료카쿠 역에서 관리하는 업무위탁역으로, JR 하코다테 개발이 업무를 위탁받고 있다. 녹색 창구는 7시 45분부터 17시 35분까지 영업하며, 자동 발권기가 설치되어 있다.

### 승강장
| 1 | ■ 도난 이사리비 철도선 | 시종착 열차                  |
| 2 | ■ 도난 이사리비 철도선 | 기코나이 방면                |
| 3 | ■ 도난 이사리비 철도선 | 기요카와구치 · 하코다테 방면 |

## 역 주변
- 하코다테 중앙 경찰서 호쿠토 파출소
- 호쿠토 우편국
- 호쿠토 시 운동 공원
- 학교법인 가미이소 학원 가미이소 유치원

## 역사
- 1913년 9월 15일 - 일본국유철도 가미이소 경편선의 일반역으로 개업.
- 1981년 5월 28일 - 전용선 발착을 제외한 차급 화물의 취급을 중지.
- 1984년 2월 1일 - 수하물 취급 폐지.
- 1985년 3월 14일 - 화물 취급 폐지.
- 1987년 4월 1일 - 일본국유철도 분할 민영화로 홋카이도 여객철도가 계승.
- 1988년 3월 - 역사 개축.
- 1998년 4월 1일 - 업무 위탁화.
- 2016년 3월 26일 - 홋카이도 신칸센 개통에 따라, 도난 이사리비 철도에게 이관됨.

## 인접한 역
| 도난 이사리비 철도 도난 이사리비 철도선 | 도난 이사리비 철도 도난 이사리비 철도선 | 도난 이사리비 철도 도난 이사리비 철도선 |
| --------------------------------------- | --------------------------------------- | --------------------------------------- |
| sh06 모헤지 기코나이 방면               | ■ 도난 이사리비 철도선                  | sh08 기요카와구치 하코다테 방면         |